# سانتا ماريا دي ميراليس
بلدية سانتا ماريا دي ميراليس (بالكاتالانية: Santa Maria de Miralles) هي إحدى بلديات مقاطعة برشلونة, والتي تقع في منطقة كاتالونيا، شرق إسبانيا.
يبلغ عدد سكانها 128 نسمة وفقاً لإحصائية سنة (2007).